# Полидамант
Полидамант (др.-греч. Πολυδάμας) — герой древнегреческой мифологии, троянец. Сын Панфоя и Фронтисы. Родился вместе с Гектором. Плавал в Спарту с Парисом.
Во время войны сразил 3 греков. Всего убил 3 воинов. Давал троянцам мудрые советы, но они отвергаются Гектором. В поэме Квинта Смирнского произносит речь, предлагая вернуть Елену грекам и заключить мир. Ранен Аяксом Малым .